# São Domingos (Santiago do Cacém)
São Domingos ist eine portugiesische Ortschaft und ehemalige Gemeinde im Alentejo.

## Verwaltung
Die ehemalige Gemeinde (Freguesia) gehört zum Kreis (Concelho) von Santiago do Cacém. Die Gemeinde hatte eine Grundfläche von 129,8 km² und 852 Einwohner (Stand 30. Juni 2011).
Im Zuge der administrativen Neuordnung in Portugal zum 29. September 2013 wurde die Gemeinde São Domingos mit der Gemeinde Vale de Água zur neuen Gemeinde União das Freguesias de São Domingos e Vale de Água zusammengeschlossen. Hauptsitz der neuen Gemeinde wurde São Domingos.